# Wacissa
Wacissa es un lugar designado por el censo ubicado en Jefferson en el estado estadounidense de Florida. En el Censo de 2010 tenía una población de 386 habitantes y una densidad poblacional de 35,32 personas por km².

## Geografía
Wacissa se encuentra ubicado en las coordenadas 30°21′14″N 84°0′4″O / 30.35389, -84.00111. Según la Oficina del Censo de los Estados Unidos, Wacissa tiene una superficie total de 10.93 km², de la cual 10.87 km² corresponden a tierra firme y (0.55%) 0.06 km² es agua.

## Demografía
Según el censo de 2010, había 386 personas residiendo en Wacissa. La densidad de población era de 35,32 hab./km². De los 386 habitantes, Wacissa estaba compuesto por el 78.5% blancos, el 19.69% eran afroamericanos, el 0% eran amerindios, el 0% eran asiáticos, el 0% eran isleños del Pacífico, el 0% eran de otras razas y el 1.81% pertenecían a dos o más razas. Del total de la población el 2.33% eran hispanos o latinos de cualquier raza.